# 叔丁基氯
叔丁基氯（IUPAC命名：2-甲基-2-氯丙烷）是一种有机化合物，在室温下为无色的液体，分子式为C4H9Cl。

## 性质
叔丁基氯微溶于水，在溶解过程中，有进行自发性溶剂解（水解）的趋势。它有易燃性和挥发性，主要用途是作为起始分子进行亲核取代反应，以合成从叔丁醇到叔丁醇盐的一系列物质。
叔丁基氯溶于极性质子溶剂水时，C-Cl键容易极化，Cl−离去，生成稳定的叔丁基碳正离子，并与一个水分子反应形成叔丁醇，同时生成盐酸。如果用更强的亲核试剂来进行此反应，产物不一定为醇，而是其他含叔丁基的化合物。 

## 制取

### 实验原理
在实验室中，叔丁基氯可通过叔丁醇与浓盐酸的SN1 反应合成，如下图所示。
| 第 一 步 |  | 酸使醇质子化，形成一个良好的离去基团（水）。         |
| 第 二 步 |  | 水从质子化的叔丁醇上离去，形成较稳定的三级碳正离子。 |
| 第 三 步 |  | 氯离子进攻碳正离子，生成叔丁基氯。                   |

总反应为:
由于叔丁醇是三级醇，在第二步中生成的叔丁基碳正离子相对较稳定，使得后续反应遵循SN1机理，而伯醇则会遵循SN2机理。

### 实验步骤
1. 将叔丁醇和浓盐酸混合振荡 10~15 min 后转移到分液漏斗中。
2. 静置待液体分层打开活塞放掉下层水相，然后往分液漏斗中加入去离子水洗涤，然后通过分液操作弃去下层水相。再往分液漏斗中加入 5% 的碳酸氢钠溶液洗涤以除去残留的盐酸，弃去水相。最后往分液漏斗加入去离子水洗涤以除去残留的碳酸氢钠和氯化钠，弃去水相。
3. 取出有机相，加入适量无水氯化钙作为干燥剂，振荡至呈澄清状态，说明已经干燥完毕。
4. 过滤掉氯化钙后采用水浴加热的方式将液体进行蒸馏，收集 50~51℃ 的馏分，接收瓶置于冰水浴中。[1]

### 注意事项
- 在分液操作时应该将水层放净，否则有机层中会混有水而影响后续的干燥和蒸馏操作。
- 在用无水氯化钙干燥时不应加得太多，否则有机相会被氯化钙吸附而导致产量降低。
- 蒸馏时必须采用水浴加热而不能直接空气浴加热，因为叔丁基氯的沸点只有 51℃，接收瓶用冰水浴同样是减弱了叔丁基氯的挥发。